# Liste der Biografien/Seis
Liste der Biografien |
Portal Biografien |
Personensuche
# |
A |
B |
C |
D |
E |
F |
G |
H |
I |
J |
K |
L |
M |
N |
O |
P |
Q |
R |
S |
T |
U |
V |
W |
X |
Y |
Z |
?
 
Sa |
Sb |
Sc |
Sd |
Se |
Sf |
Sg |
Sh |
Si |
Sj |
Sk |
Sl |
Sm |
Sn |
So |
Sp |
Sq |
Sr |
Ss |
St |
Su |
Sv |
Sw |
Sy |
Sz
 
Sea |
Seb |
Sec |
Sed |
See |
Sef |
Seg |
Seh |
Sei |
Sej |
Sek |
Sel |
Sem |
Sen |
Seo |
Sep |
Seq |
Ser |
Ses |
Set |
Seu |
Sev |
Sew |
Sex |
Sey |
Sez
 
Seib |
Seic |
Seid |
Seie |
Seif |
Seig |
Seij |
Seik |
Seil |
Seim |
Sein |
Seip |
Seir |
Seis |
Seit |
Seiu |
Seiv |
Seiw |
Seix |
Seiz
Die Liste der Biografien führt alle Personen auf, die in der deutschsprachigen Wikipedia einen Artikel haben. Dieses ist eine Teilliste mit 34 Einträgen von Personen, deren Namen mit den Buchstaben „Seis“ beginnt.

## Seis

### Seisc
- Seischab, Hans (1898–1965), österreichisch-deutscher Ökonom und Professor für Betriebswirtschaftslehre
- Seischab, Steffen (* 1969), deutscher Historiker und Autor

### Seise
- Seisenbacher, Peter (* 1960), österreichischer Judoka
- Seisenberger, Michael (1832–1911), deutscher römisch-katholischer Theologe, Exeget und Hochschullehrer
- Seisenegger, Jakob (1505–1567), österreichischer Maler
- Seiser, Adolf (1891–1971), deutscher Arzt, Hygieniker, Bakteriologe und Hochschullehrer
- Seiser, Carline (* 1960), deutsche Schauspielerin und Künstlerin
- Seiser, Conrad (1610–1654), österreichischer Glockengießer
- Seiser, Herwig (* 1960), österreichischer Politiker (SPÖ), Abgeordneter zum Kärntner Landtag
- Seiser, Katharina (* 1974), österreichische Journalistin und Kochbuchautorin
- Seiser, Marie (* 1986), deutsche Schauspielerin
- Seiser, Mathias (* 1994), österreichischer Volleyball- und Beachvolleyballspieler
- Seiser, Philipp (* 1961), deutscher Schauspieler und Musiker

### Seish
- Seishi, Yokomizo (1902–1981), japanischer RomanautorSeishi Yokomizo (1902–1981)

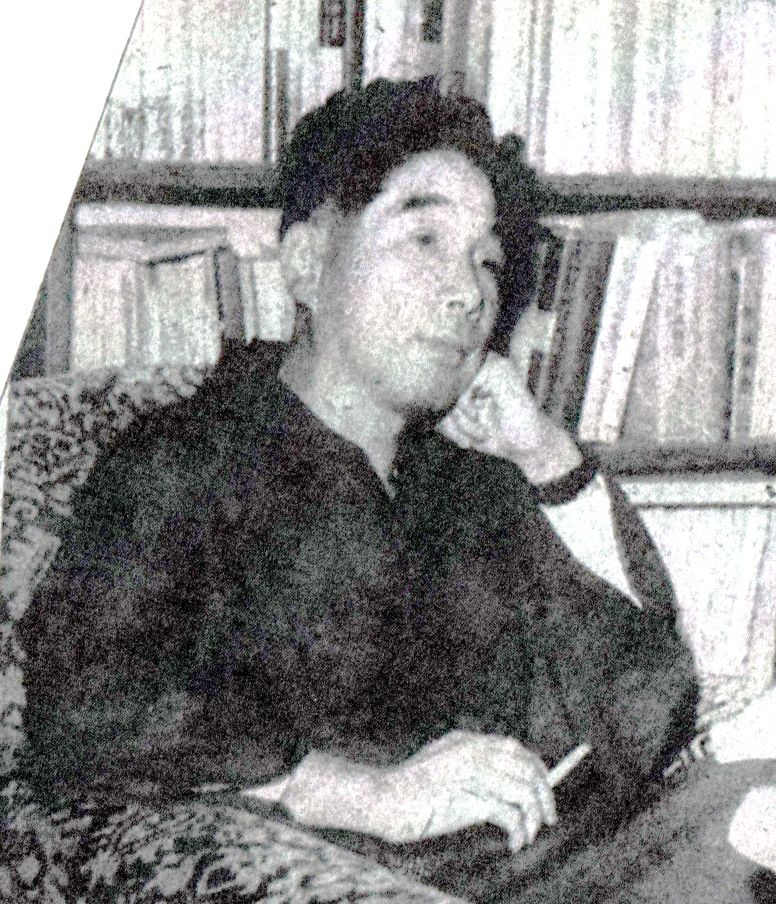
Seishi Yokomizo (1902–1981)

### Seism
- Seismit-Doda, Federico (1825–1893), italienischer Staatsmann

### Seiss
- Seiß, Reinhard (* 1970), österreichischer Stadtplaner, Filmemacher und Publizist
- Seiß, Rudolf (1910–1982), deutscher Schauspieler
- Seiß, Rudolf (1927–2023), deutscher Psychologe und Hochschullehrer
- Seiss, Werner, deutscher Pianist, Dirigent und Musikpädagoge
- Seiß, Willi (1922–2013), deutscher Anthroposoph
- Seissen, Muchammedschan (* 1999), kasachischer Fußballtorhüter
- Seissenschmidt, Wilhelm (1802–1871), deutscher Bürgermeister
- Seisser, Andreas von (1837–1911), deutscher Staatssekretär
- Seißer, Hans von (1874–1973), deutscher Offizier, Chef der bayerischen LandespolizeiHans von Seißer (1874–1973)

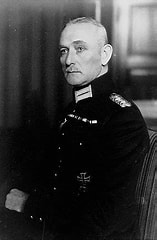
Hans von Seißer (1874–1973)

- Seisser, Ludwig (1866–1936), deutscher Pharmazeut und Unternehmer
- Seißer, Michael-Philipp (1854–1943), deutscher Textilunternehmer
- Seißer, Peter (* 1943), deutscher Politiker (SPD), Heimatforscher und Buchautor
- Seißer, Rolf (1922–2019), deutscher Verbandsfunktionär
- Seisser, Valerie (1862–1953), deutsche Krankenschwester, Oberin beim Roten Kreuz in Würzburg und Mitgründerin der Rot-Kreuz-Klinik in Würzburg
- Seissl, Maria (* 1959), österreichische Bibliothekarin
- Seißler, Heinrich (1926–2016), deutscher Kommunalpolitiker
- Seissler, Manfred (* 1939), deutschstämmiger US-amerikanischer Fußballspieler

### Seist
- Seistamo, Jouni (1939–2022), finnischer Eishockeyspieler

### Seisy
- Seisyll ap Dyfnwal († 1175), walisischer Fürst von Gwent